# Beat
Beat — дев'ятий студійний альбом британського гурту King Crimson, який був випущений 18 червня 1982 року лейблом E.G. Records. Це був другий альбом King Crimson у складі Фріппа, Белью, Левіна та Бруфорда, і перший в історії King Crimson альбом у тому ж складі, що й попередній.

## Композиції
1. Neal and Jack and Me — 4:22
2. Heartbeat — 3:54
3. Sartori in Tangier — 3:54
4. Waiting Man — 4:27
5. Neurotica — 4:48
6. Two Hands — 3:23
7. The Howler — 4:13
8. Requiem — 6:48

## Учасники запису
- Роберт Фріпп — гітара, гітарний синтезатор, орган, Фріппертроніка[en]
- Адріан Белью — електрогітара, гітарний синтезатор, вокал
- Тоні Левін — бас-гітара, стік Чепмена[en], бек-вокал
- Білл Бруфорд — акустичні та електронні барабани, перкусія